# شون یاگینوما
شون یاگینوما (ژاپنی: 八木沼 瞬؛ زادهٔ ۲۰ اوت ۱۹۹۱) یک بازیکن فوتبال اهل ژاپن است.
از باشگاه‌هایی که در آن بازی کرده‌است می‌توان به باشگاه ورزشی یوکوهاما اشاره کرد.